# Я встретила его в Париже
«Я встретила его в Париже» (англ. I Met Him in Paris) — романтическая комедия 1937 года с Клодетт Кольбер и Мелвином Дугласом в главных ролях.

## Сюжет
Своенравная начинающая модельерша Кей Денхем копит деньги на поездку в Париж. Собрав наконец нужную сумму, она оставляет своего жениха Берка Саттера и отправлятся за океан. Оказавшись в Париже, Кей знакомится в гостиничном баре с неким Джином Андерсом и его другом Джорджем Поттером. Джин влюбляется в Кей, и, несмотря на то, что девушка не слишком верит в его пылкие признания, они начинают встречаться — всегда в присутствии Джорджа.
Джордж сомневается в благородстве мотивов друга и пытается рассказать об этом Кей, но она из чувства противоречия соглашается поехать со своим ухажером в Швейцарию. Джордж вновь присоединяется к ним, и вся троица отправляется на горнолыжный курорт Санкт-Мориц, где проводит время, катаясь на коньках и лыжах. Девушку раздражает тот факт, что Джордж неотступно следует за ними, а он признается Кей в любви, предупреждает, что Джин никогда не возьмет её в жены, и перестает сопровождать их.
Затем на курорт неожиданно приезжает жена Джина по имени Хелен. Кей, в бешенстве от обмана, уезжает в Париж, где в отеле её поджидает Берк — он заподозрил неладное, так как невеста не отвечала на телеграммы. Вслед за Кей в Париж возвращаются Джордж и Джин, жена которого согласилась дать ему развод. Трое мужчин начинают соперничать за любовь девушки. Она отвергает Берка и Джина — первого за то, что он безосновательно подозревал её в измене, второго за ложь — и останавливает выбор на Джордже, доказавшем свою преданность. Они сочетаются браком и отплывают в Нью-Йорк.

## В ролях
- Клодетт Кольбер — Кей Денхем
- Мелвин Дуглас — Джордж Поттер
- Роберт Янг — Джин Андерс
- Мона Барри — Хелен Андерс
- Ли Боумен — Берк Саттер
- Фриц Фельд — клерк в швейцарской гостинице